# Тагарадес
Тагарадес (грч. Ταγαράδες) је насељено место у општини Седес у периферији Средишња Македонија, Грчка. Према попису из 2021. године било је 2.122 становника.
Према бугарском географу и историчару, Василу Канчову, у Тагарадесу је 1900. године живело 40 Турака. Током Балканских ратова село је настрадало а становништво је избегло. До 1924. године насељено је 80 грчких избегличких породица из Турске, укупно 282 особе. На попису из 1928. године Тагарадес је имао 478 становника. Село се раније звало Загарџа.